# 29 Amphitrite
29 Amphitrite este un asteroid de tip S din centura de asteroizi. A fost descoperit de A. Marth la 1 martie 1854. Este numit după Amphitrite, o nimfă nereidă din mitologia greacă.
În 2007, James Baer și Steven R. Chesley au estimat că Amphitrite ar avea o masă de 1,9×1019 kg.  O estimare mai recentă a lui Baer sugerează că ar avea o masă mai mică, de 1,18×1019 kg.